# نئومی فوکس
نئومی فوکس (انگلیسی: Noemie Fox؛ زادهٔ ۱۹ مارس ۱۹۹۷) قایقران کایاک زن اهل استرالیا است.
وی در مسابقات کشوری و بین‌المللی در مجموع برندهٔ ۴ مدال طلا، ۱ مدال نقره، ۵ مدال برنز شده است.